# 大戈罗季谢农村居民点
大戈罗季谢农村居民点（俄语：Большегородищенское сельское поселение）是俄罗斯联邦别尔哥罗德州舍别基诺区所属的一个农村居民点。其下辖有9个居民点，行政中心为大戈罗季谢。据2016年统计，该农村居民点的人口为1844人。